# Albert Berry (Fallschirmspringer)
Albert Berry (* 1878 in Philadelphia, Pennsylvania, Vereinigte Staaten; † im 20. Jahrhundert) war ein US-amerikanischer Flugpionier. Er sprang am 1. März 1912 als erster Mensch mit dem Fallschirm von einem Flugzeug ab. Er war der Sohn des Ballonfahrers John Berry und Captain der US Army.

## Vorgeschichte
Der Luftfahrtpionier Thomas Wesley Benoist und sein Chefpilot Tony Jannus hatten Anfang 1912 einen neuartigen Fallschirm entwickelt. Der Fallschirm war in einem Metallbehälter unter dem Flugzeugrumpf befestigt. Der Fallschirmspringer saß während des Fluges auf einer Art Trapez. Für den neuartigen Fallschirm erhielten Benoist und Jannus das US-Patent #1,053,182.
Benoist hatte zusammen mit dem Luftfahrtpionier Hugh A. Robinson einen neuen Doppeldecker mit Druckpropeller entworfen. Unter diesem Doppeldecker wurde das Trapez für Albert Berry befestigt.

## Der Absprung
Der erste Absprungversuch scheiterte an schlechten Wetterbedingungen. Am 1. März 1912 um 14:30 Uhr hob Tony Jannus schließlich mit Berry vom Kinloch Field bei St. Louis ab. Der Benoist-Doppeldecker flog rund 28 Kilometer bis zu den Jefferson Barracks, einer Kaserne im Süden von St. Louis, wo der Absprung stattfinden sollte.
Der Absprung fand in einer Höhe von rund 450 Metern bei 90 km/h statt. Berry band sich am Fallschirm fest und löste dann seine Sicherungen am Trapez. Sein Gewicht riss den Fallschirm aus dem Metallbehälter. Berry stürzte rund 150 Meter in die Tiefe, bis sich der Fallschirm öffnete. Der Fallschirm hatte einen Durchmesser von rund 11 Metern und war aus ungebleichter Baumwolle. Berry glaubte, sein Absprung würde die Stabilität der Maschine beeinflussen, aber Jannus konnte keine Schwankungen bemerken.
Als Benoist die Jefferson Barracks erreichte, wo alle auf das Flugzeug warteten, ging er in das Gebäude zu Colonel Wood. Als beide herauskamen, bestätigten ihnen die Soldaten, dass Berry gelandet war. Als Berry befragt wurde, ob er den Sprung wiederholen würde, sagte er nur „Nie wieder“.
Andere Quellen behaupten, Grant Morton sei bereits 1911 von einem Flugzeug abgesprungen.
Ihm zu Ehren benannt ist Mount Berry, ein Berg in der Antarktis.